# Parmotrema crassescens
Parmotrema crassescens är en lavart som först beskrevs av Stirt., och fick sitt nu gällande namn av Hale. Parmotrema crassescens ingår i släktet Parmotrema och familjen Parmeliaceae.   Inga underarter finns listade i Catalogue of Life.